# Sciopero dei minatori di carbone del 1873
Lo sciopero dei minatori di carbone del 1873 fu una protesta sindacale avvenuta negli Stati Uniti d'America. Lo sciopero venne proclamato per protestare contro i tagli salariali nelle Valli di Mahoning, Shenango e Tuscarawus, nell'Ohio nord-orientale e nella Pennsylvania nord-occidentale. Nella Valle del Tuscarawus, l'azione del movimento perdurò per sei mesi e nella Valle del Mahoning quasi cinque mesi, ma in entrambi i casi lo sciopero fallì. Il padronato reagì facendo ricorso a una forza lavoro importata in sostituzione degli scioperanti, i cosiddetti "crumiri", e questo alla fine obbligò il movimento organizzato dei minatori ad accettare il ritorno al lavoro alle quote di salario proposte dal padronato.

## Lo sciopero
Nel 1872 i minatori di carbone bituminoso di queste località ricevevano 1,10 dollari per tonnellata di carbone estratto. Alla fine di quell'anno fu chiesto un aumento di 0,15 dollari per tonnellata mentre invece i gestori delle miniere prospettarono una decurtazione di 0,20 dollari per tonnellata. A fronte del taglio del 25% del salario, già al 1º gennaio 1873, oltre 6000 minatori di carbone uniti in sindacato erano entrati in sciopero.
Lo sciopero fu seguito dalla stampa locale e nazionale. Furono riportati diversi violenti scontri tra minatori e lavoratori giunti a sostituirli.
I fatti seguiti alla proclamazione dello sciopero servirono da precedente sotto diversi aspetti. I proprietari delle miniere ricorsero alla pratica di importare lavoratori sostitutivi (detti "crumiri") dall'esterno, dal porto di New York e da altri porti marittimi orientali e dalla Virginia. Al 6 febbraio, quando lo sciopero si era esteso arrivando a 7500 scioperanti, erano già state effettuate 300 sostituzioni con uomini di colore dalla Virginia, e l'esperimento riuscì così bene che, come riportò un giornale "altri proprietari probabilmente seguiranno l'esempio." La maggior parte dei crumiri erano italiani indigenti appena sbarcati a New York al City's Castle Garden Immigrant Station e afro-americani provenienti dalla zona di Richmond. I resoconti dei giornali dicono che i sostituti venivano inviati via ferrovia alle miniere di lavoro a Coalburg (Ohio), Hubbard Township e Church Hill, Liberty Township, Ohio. All'inizio del loro viaggio ferroviario, né gli italiani né gli uomini della Virginia erano al corrente che il loro impiego fosse subordinato alla condizione di lavoratori sostitutivi.
Per tutta la durata dello sciopero e anche successivamente, si verificarono significativi atti di violenza e distruzione provocati da scontri tra scioperanti e crumiri. Sia i lavoratori sostitutivi che i minatori che erano tornati a lavorare a Coalburg e in diverse località vicine furono aggrediti dagli scioperanti. I giornali locali riportarono che a Churchill si verificarono incendi dolosi e un omicidio legato allo sciopero, quello di Giovanni Chiesa, il cui nome era stato anglicizzato in John Church.

## Le conseguenze
L'impiego dei crumiri costituisce uno dei primi arrivi documentati di italiani meridionali nella Mahoning Valley. Dopo la conclusione dello sciopero, molti di essi si stabilirono nella Little Italy di Coalburg. Gli stessi eventi possono essere stata la causa di un aumento del numero di afro-americani insediatisi nella valle del Mahoning. La tattica dello sfruttamento degli immigrati e degli afro-americani come crumiri è continuata per diversi decenni e ha minato gli sforzi dei minatori di organizzarsi. Lo sciopero dei minatori è rappresentativo dei cambiamenti nel rapporto tra capitale e lavoro avvenuti nel periodo seguente la Guerra Civile quando il ricorso a risorse alternative fatte giungere da lontano per il controllo della forza lavoro divenne possibile grazie alla nuova tecnologia del telegrafo e le ferrovie.
Anche se lo sciopero dei minatori iniziò nove mesi prima della crisi finanziaria del 1873, le attività legate alle costruzioni ferroviarie avevano iniziato a declinare l'anno prima a causa della Guerra Civile e della ridotta espansione. Ciò ebbe un effetto deflazionistico sui prezzi del carbone in quanto la domanda di ferro e acciaio diminuì.
Gli scioperi dei lavoratori del carbone proseguirono almeno fino al marzo 1876 nella valle del Tuscarawas, quando uno sciopero alla miniera di Warmington a sud di Canton si intensificò sino a sfociare in violenze che richiesero l'intervento di truppe dello Stato da parte del Governatore Rutherford B. Hayes per ristabilire l'ordine pubblico. Il giovane avvocato William McKinley, che rappresentava senza compenso gli interessi dei minatori, evidenziò i pericoli dell'industria - 250 morti nello stato ogni anno e altri 700 feriti - e denunciò le pratiche dei proprietari delle miniere. Uno di questi era Mark Hanna. Anche se su fronti opposti durante il periodo degli scioperi, in seguito i due uomini stabilirono un'alleanza politica che portò McKinley a essere eletto presidente degli Stati Uniti d'America nel 1896.